# 2022년 FIFA 월드컵 아시아 지역 플레이오프
2022년 FIFA 월드컵 아시아 지역 예선 플레이오프는 3차 예선 각 조 3위 팀끼리 단판 경기로 플레이오프를 치르는 대회이며, 승리한 팀이 추후 대진 추첨으로 정해질 타대륙 팀과의 대륙간 플레이오프에 진출한다. 원래 규정은 홈 앤드 어웨이 방식으로 2021년 11월 11일과 16일에 개최될 예정이었지만, 아시아에서 코로나-19 대유행 때문에 일정이 계속 지연되어서, FIFA와 AFC가 합의하여 아시아 예선 플레이오프는 2022년 상반기에 단판경기로 시행되도록 변경되었다.

## 참가국
다음 2개의 국가대표팀이 참가할 것이다.
- 아랍에미리트 (3차 예선 A조 3위)
- 오스트레일리아 (3차 예선 B조 3위)

## 경기 결과
| 팀 1         | 결과 | 팀 2           |
| ------------ | ---- | -------------- |
| 아랍에미리트 | 1-2  | 오스트레일리아 |

| 아랍에미리트 | 1 - 2         | 오스트레일리아                          |
| ------------ | ------------- | --------------------------------------- |
| 카이우 56′   | 리포트 (FIFA) | 53′ 잭슨 어바인 · 84′ 아이딘 흐루스티치 |

## 같이 보기
- 2022년 FIFA 월드컵 아시아 지역 1차 예선
- 2022년 FIFA 월드컵 아시아 지역 2차 예선
- 2022년 FIFA 월드컵 아시아 지역 3차 예선